# Solberga (Nässjö)
Solberga is een plaats in de gemeente Nässjö in het landschap Småland en de provincie Jönköpings län in Zweden. De plaats heeft 419 inwoners (2005) en een oppervlakte van 68 hectare.